# Pavlo Škapenko
Pavlo Leonidovyč Škapenko (in ucraino Павло Леонідович Шкапенко?; in russo Павел Леонидович Шкапенко?, Pavel Leonidovič Škapenko; Zaporižžja, 16 dicembre 1972 – 17 aprile 2023) è stato un calciatore ucraino, di ruolo attaccante.

## Biografia
Muore all'età di 50 anni, in seguito a una grave infermità.

## Carriera
Con la Dinamo Kiev vinse cinque campionati ucraini e due coppe nazionali.
Vanta dieci presenze con la nazionale ucraina.

## Statistiche

### Cronologia presenze e reti in nazionale
| Cronologia completa delle presenze e delle reti in nazionale ― Ucraina | Cronologia completa delle presenze e delle reti in nazionale ― Ucraina | Cronologia completa delle presenze e delle reti in nazionale ― Ucraina | Cronologia completa delle presenze e delle reti in nazionale ― Ucraina | Cronologia completa delle presenze e delle reti in nazionale ― Ucraina | Cronologia completa delle presenze e delle reti in nazionale ― Ucraina | Cronologia completa delle presenze e delle reti in nazionale ― Ucraina | Cronologia completa delle presenze e delle reti in nazionale ― Ucraina |
| Data                                                                   | Città                                                                  | In casa                                                                | Risultato                                                              | Ospiti                                                                 | Competizione                                                           | Reti                                                                   | Note                                                                   |
| ---------------------------------------------------------------------- | ---------------------------------------------------------------------- | ---------------------------------------------------------------------- | ---------------------------------------------------------------------- | ---------------------------------------------------------------------- | ---------------------------------------------------------------------- | ---------------------------------------------------------------------- | ---------------------------------------------------------------------- |
| 18-5-1993                                                              | Vilnius                                                                | Lituania                                                               | 1 – 2                                                                  | Ucraina                                                                | Amichevole                                                             | -                                                                      | 72’                                                                    |
| 25-6-1993                                                              | Zagabria                                                               | Croazia                                                                | 3 – 1                                                                  | Ucraina                                                                | Amichevole                                                             | -                                                                      |                                                                        |
| 16-10-1993                                                             | High Point                                                             | Stati Uniti                                                            | 1 – 2                                                                  | Ucraina                                                                | Amichevole                                                             | -                                                                      |                                                                        |
| 20-10-1993                                                             | San Diego                                                              | Messico                                                                | 3 – 1                                                                  | Ucraina                                                                | Amichevole                                                             | -                                                                      |                                                                        |
| 23-10-1993                                                             | Bethlehem                                                              | Stati Uniti                                                            | 0 – 1                                                                  | Ucraina                                                                | Amichevole                                                             | -                                                                      |                                                                        |
| 25-5-1994                                                              | Kiev                                                                   | Ucraina                                                                | 3 – 1                                                                  | Bielorussia                                                            | Amichevole                                                             | -                                                                      | 82’                                                                    |
| 3-6-1994                                                               | Sofia                                                                  | Bulgaria                                                               | 1 – 1                                                                  | Ucraina                                                                | Amichevole                                                             | -                                                                      |                                                                        |
| 27-8-1994                                                              | Grassau                                                                | Emirati Arabi Uniti                                                    | 1 – 1                                                                  | Ucraina                                                                | Amichevole                                                             | -                                                                      | 80’                                                                    |
| 11-6-1995                                                              | Kiev                                                                   | Ucraina                                                                | 1 – 0                                                                  | Croazia                                                                | Qual. Euro 1996                                                        | -                                                                      | 46’                                                                    |
| 7-6-1997                                                               | Kiev                                                                   | Ucraina                                                                | 0 – 0                                                                  | Germania                                                               | Qual. Mondiali 1998                                                    | -                                                                      | 72’                                                                    |
| Totale                                                                 |                                                                        | Presenze                                                               | 10                                                                     |                                                                        | Reti                                                                   | 0                                                                      |                                                                        |

## Palmarès

### Club

#### Competizioni nazionali
- Campionato ucraino: 5

Dinamo Kiev: 1992-1993, 1993-1994, 1994-1995, 1995-1996, 1996-1997
- Coppa d'Ucraina: 2

Dinamo Kiev: 1992-1993, 1995-1996